# Повінь у Гайдарабаді (2020)
14 жовтня 2020 року рясні дощі призвели до повені в багатьох районах міста Гайдарабад, внаслідок чого загинула щонайменше 81 людина 18 жовтня 2020 року чергова циклонна циркуляція спричинила ще одну повінь, внаслідок чого загинули ще двоє людей.

## Історія
11 жовтня район низького тиску сконцентрувався в западині над західно-центральною частиною Бенгальської затоки. Він ще більше посилився 12 жовтня, коли повільно рухався із заходу на північний захід і вийшов на берег в штаті Андхра-Прадеш поблизу Какінади в перші години 13 жовтня.

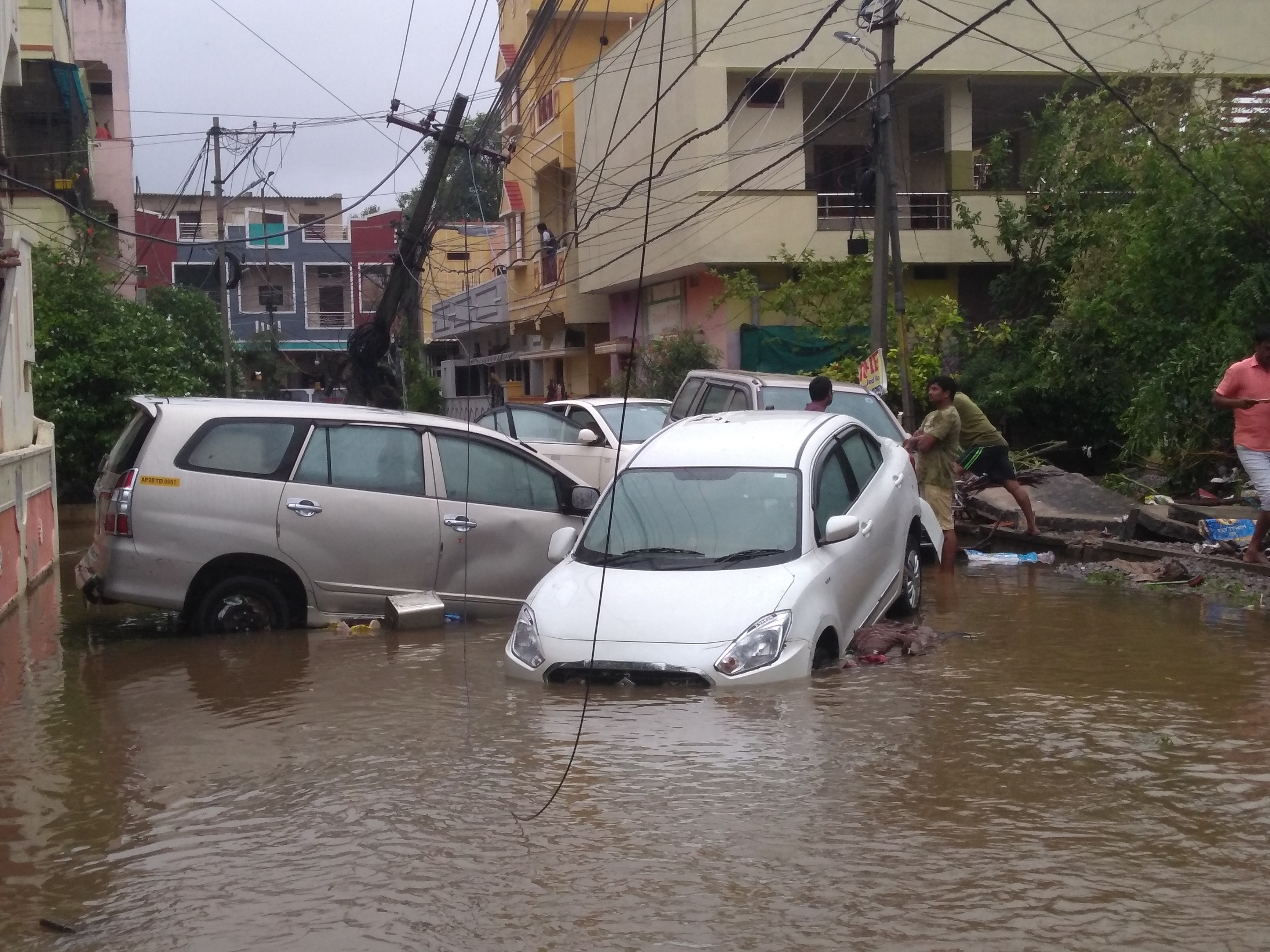
Вулиця затоплює машини в Гайдарабаді

Через циклон у регіонах Пудучеррі, Андхра-Прадеш, Телангана, Керала, Махараштра та Карнатака пройшли силі дощі 12 та 13 жовтня, а у Гайдарабаді проливний дощ призвів до рекордного підвищення рівня води, який сягнув 32 см У Віджаяваді загинули 2 людини, а в різних частинах Телангани загинуло 50 людей, у тому числі 19 — у Гайдерабаді. Крім того, в Махараштрі загинуло двадцять сім людей. 18 жовтня в Гайдарабаді другий циклон вбив ще двох людей. Понад 37 000 сімей постраждали від другої повені.
Для подолання наслідків було розгорнуто 360 співробітників Національних сил реагування на катастрофи, а також війська Індійської армії. Уряд Телангани просив центральний уряд надати допомогу Гайдарабаду та прилеглим районам. 14 жовтня уряд Телангани оголосив дводенні відпустки для всіх працівників, діяльність яких не була критично важливою, через повені та закликав усіх залишатися вдома. Понад 150 000 пакетів їжі було розподілено у постраждалих від повені районам. Крім того, 60 команд з двома транспортними засобами на одну команду розповсюджували відбілюючий порошок та гіпохлорит натрію у підвалах та на відкритих майданчиках, щоб не допустити розвиток хвороб, що передаються водою та переносниками інфекцій.